# Nhà thờ San Dionisio (Jerez de la Frontera)
Nhà thờ San Dionisio (Tiếng Tây Ban Nha: Iglesia de San Dionisio) là một nhà thờ nằm ở Jerez de la Frontera, Tây Ban Nha. Nhà thờ được công nhận là Bien de Interés Cultural năm 1964.

## Hình ảnh

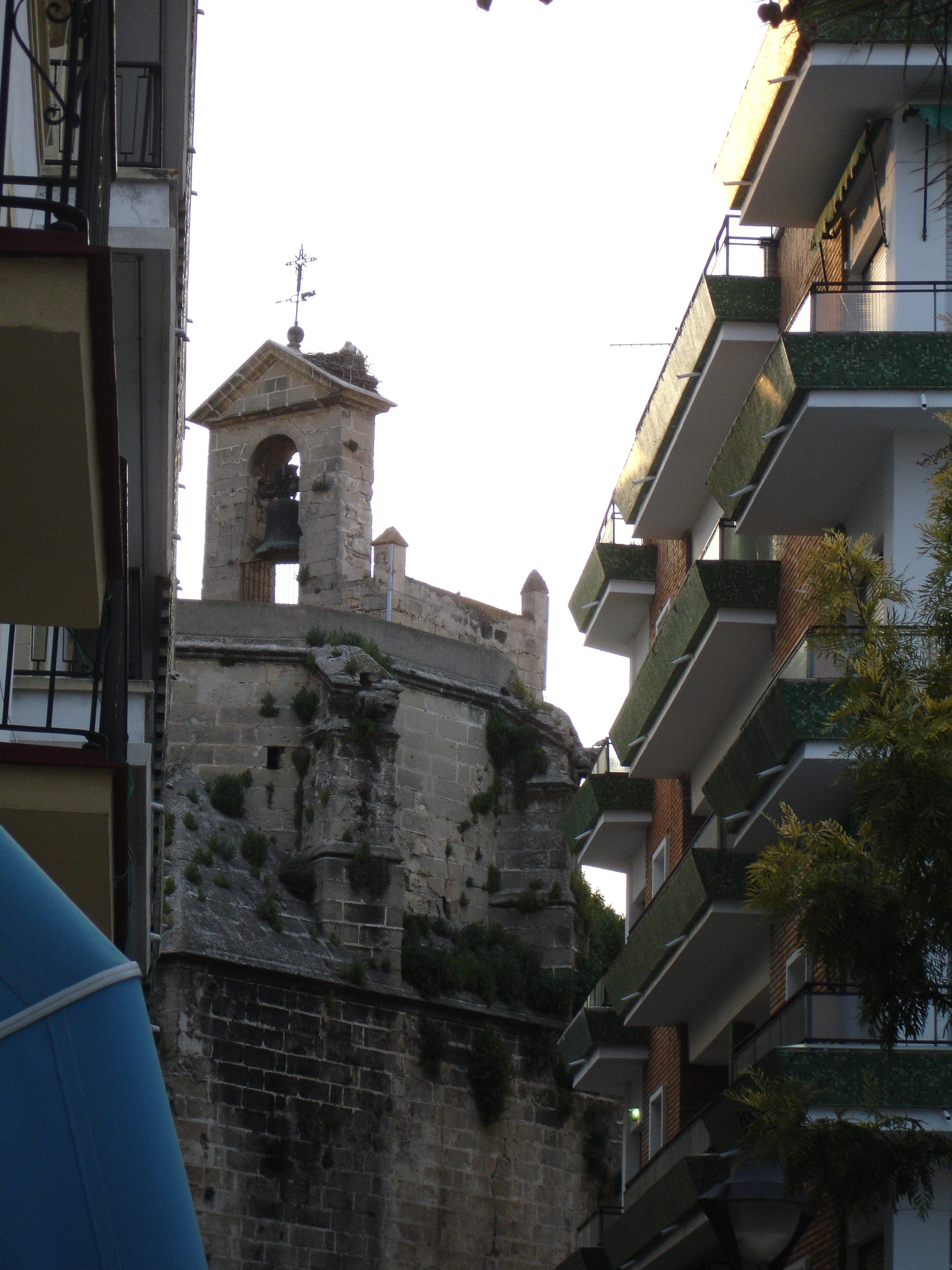
Campanario
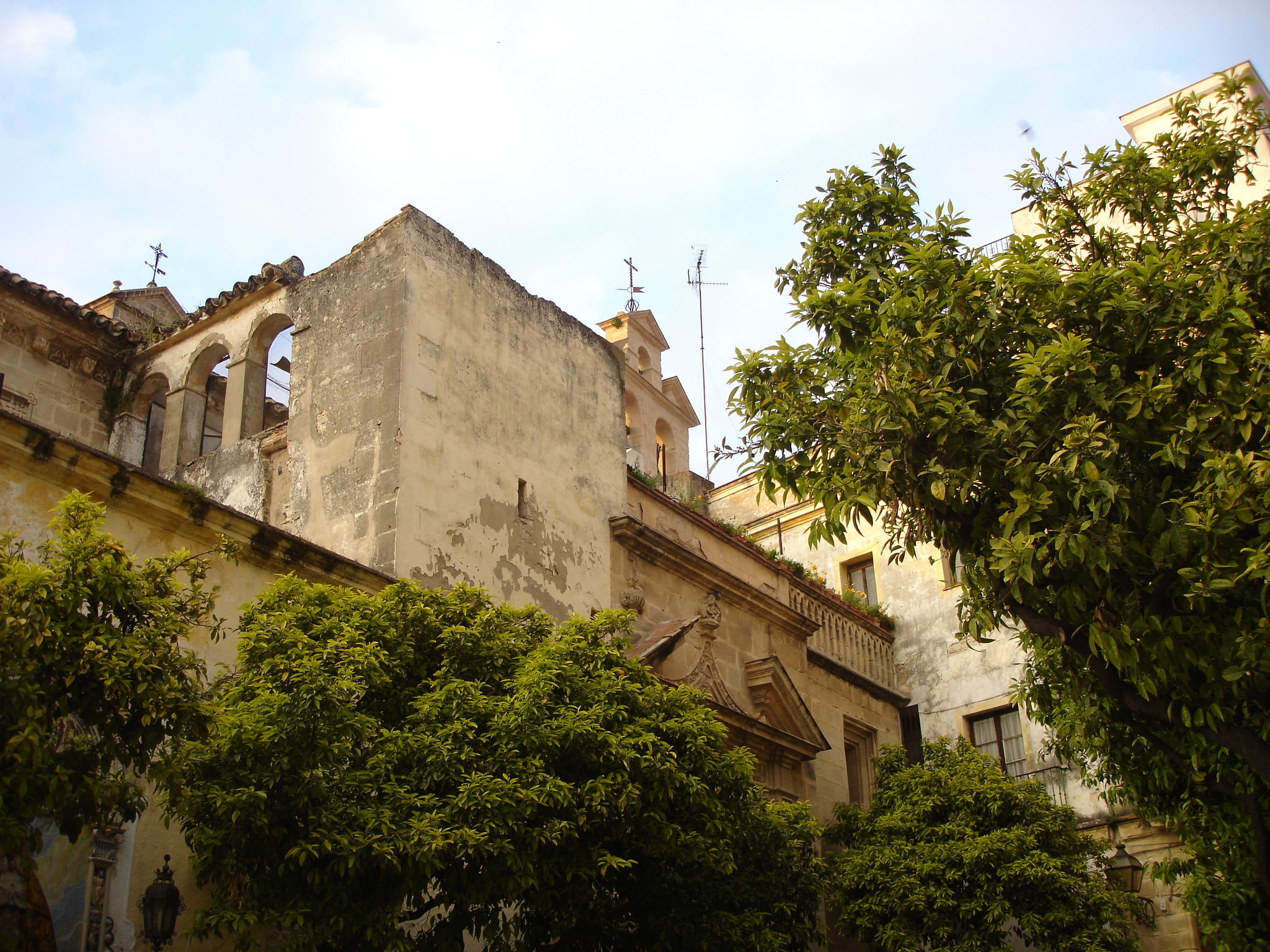
Chi tiết bên hông
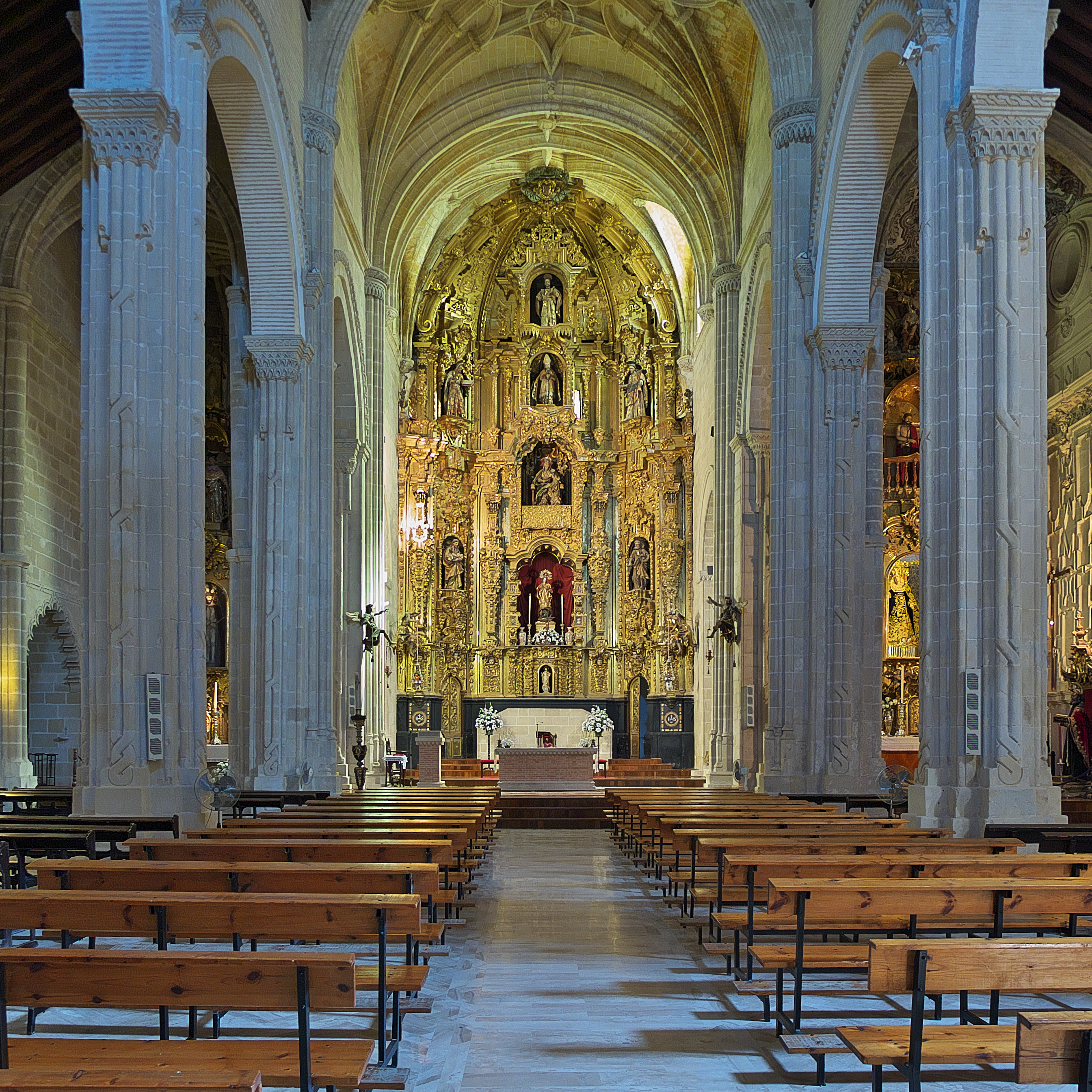
Bên trong
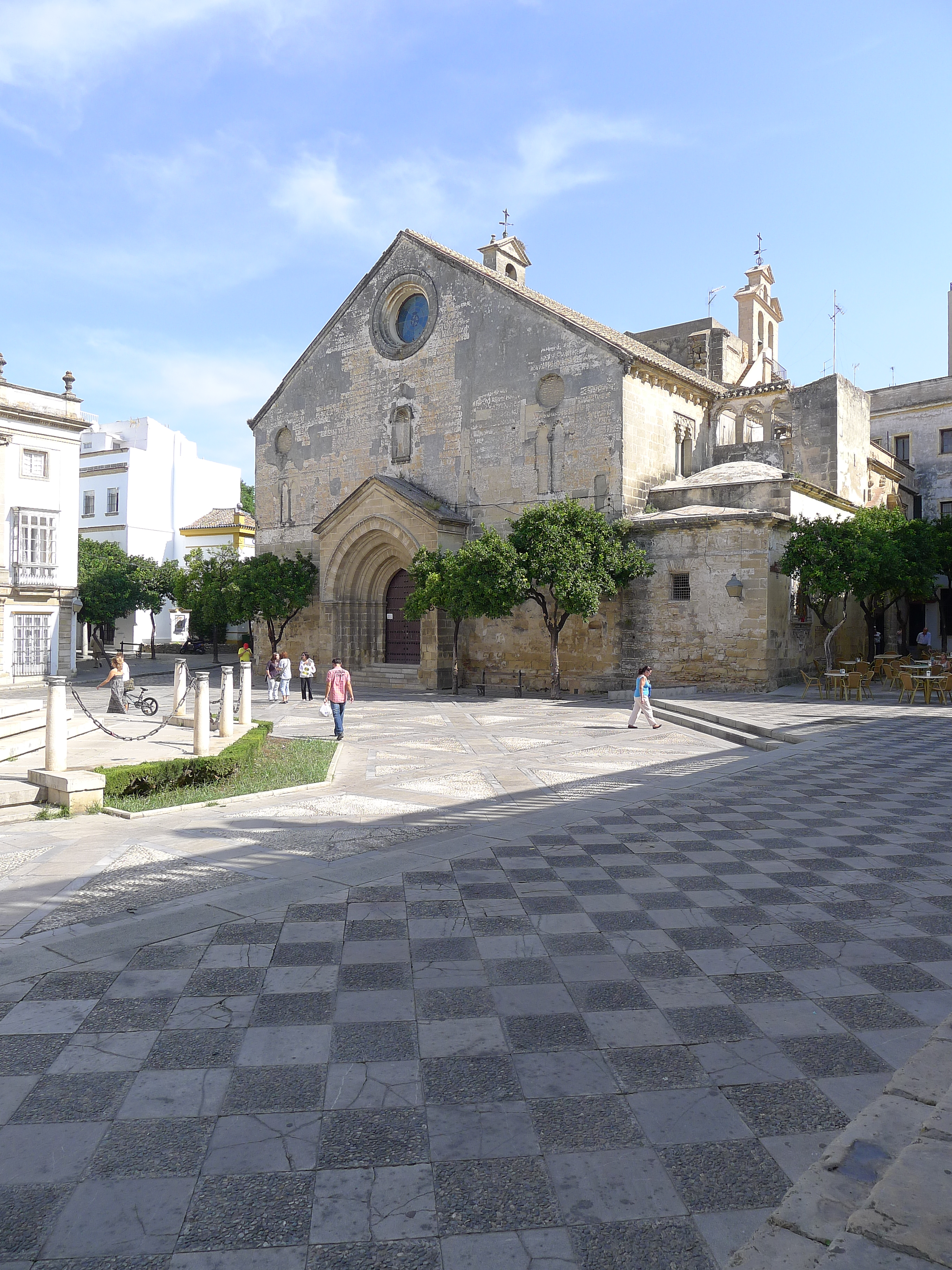
Cảnh nhà thờ từ Plaza de la Asunción